# 톈완 원자력 발전소
톈완 원자력 발전소는 중화인민공화국장쑤성롄윈강시 도심에서 동쪽으로 약 30km 떨어진 황해 연안에 위치한 원자력 발전소 (NPP)이다. 발전소의 소유주는 장쑤 원자력 발전소 공사(Jiangsu Nuclear Power Corporation)로, 중국 핵공업집단 (CNNC)의 자회사가 대주주인 합작투자 회사이다.
이 발전소는 8개의 소련/러시아 VVER형 원자로를 가동할 계획이며, 2027년에 전면 가동될 예정이다. 건설은 1999년 10월에 시작되었으며, 러시아와 중국 간의 민간 핵 협력의 첫 사례였다. 모든 원자로가 완공되면 톈완 원자력 발전소는 9,000MWe를 초과하는 발전 용량으로 세계 최대의 원자력 발전소가 될 것이다.

## 설계
발전소는 4단계의 보안 시스템을 갖추고 있다. 이중 석면 집합체가 있어 모든 종류의 방출을 차단한다. 또한 고장 시 핵연료 누출을 방지하는 트랩이라는 혁신적인 보안 개선 사항이 있다.— 아톰스트로이엑스포트의 중국 대표단장 알렉산드르 셀리호프

대부분의 원자로는 러시아에서 공급된 VVER 가압수형 원자로 (PWR) 기술을 사용한다. 처음 네 개의 원자로는 러시아 표준 VVER-1000형 원자로이며, 약 1GW의 용량을 가진다. 5호기와 6호기는 중국이 설계한 ACPR-1000 원자로이며, 전통적인 3루프 시스템을 갖추고 있다. 7호기와 8호기는 약 1.2GW의 용량을 가진 VVER-1200 최신 설계를 사용하며, 예상 가동 수명이 두 배이고 연료 재장전 주기가 2/3 더 느리다.
원자로들은 20톤 항공기 충돌을 견딜 수 있는 격납 용기에 수용되어 있으며, 특별한 지진 방지 기능을 갖추고 있다. 기타 중요한 안전 기능으로는 멜트다운 발생 시 비상 "노심 용융물 포집기"가 있다.
원자로와 터빈 발전기는 러시아 설계이지만, 지멘스를 포함한 국제 컨소시엄이 제어실을 설계하고 건설했다. 이전 제어실 설계는 서구 안전 기준에 부합하지 않았다. 통상적인 인력은 5명의 제어실 운전원을 포함하지만, 시스템의 94%가 자동화되어 있어 대부분의 상황에서 발전소는 무인으로 안전하게 작동할 수 있다. 특히 연료 재장전 절차는 사람의 개입이 거의 필요하지 않다.
완공되면 발전소의 명판 용량은 8000MW를 초과할 것이다. 이는 현재 가동 중인 고리원자력발전소 (7,411 MWe)와 가동 중단된 가시와자키 가리와 원자력 발전소 (7,965 MWe)를 모두 뛰어넘는 세계 최대의 원자력 발전소가 될 것이다.

### 원자로
톈완 원자력 발전소는 6개의 가동 중인 원자로와 2개의 건설 중인 원자로를 보유하고 있다.
| 호기 | 원자로 유형            | 용량 (MW) | 용량 (MW) | 용량 (MW) | 건설       | 건설                                         | 임계       | 송전망 연결 | 상업 운영   |
| 호기 | 원자로 유형            | 순        | 총        | 열        | 시작       | 계약자                                       | 임계       | 송전망 연결 | 상업 운영   |
| ---- | ---------------------- | --------- | --------- | --------- | ---------- | -------------------------------------------- | ---------- | ----------- | ----------- |
| 1    | VVER-1000/428 (AES-91) | 990       | 1060      | 3000      | 1999-10-20 | 아톰스트로이엑스포트 (ASE)                   | 2005-12-20 | 2006-05-12  | 2007-05-17  |
| 2    | VVER-1000/428          | 990       | 1060      | 3000      | 2000-10-20 | ASE                                          | 2007-05-01 | 2007-05-14  | 2007-08-16  |
| 3    | VVER-1000/428M         | 1060      | 1126      | 3000      | 2012-12-27 | ASE & CNPE                                   | 2017-09-29 | 2017-12-30  | 2018-02-14  |
| 4    | VVER-1000/428M         | 1060      | 1126      | 3000      | 2013-09-27 | ASE & CNPE                                   | 2018-09-30 | 2018-10-27  | 2018-12-22  |
| 5    | ACPR-1000              | 1000      | 1118      | 2905      | 2015-12-27 | China Nuclear Power Engineering, Ltd. (CNPE) | 2020-07-27 | 2020-08-08  | 2020-09-08  |
| 6    | ACPR-1000              | 1000      | 1118      | 2905      | 2016-09-07 | CNPE                                         | 2021-05-04 | 2021-05-11  | 2021-06-03  |
| 7    | VVER-1200              | 1171      | 1265      | 3212      | 2021-05-19 |                                              |            |             | 2026 (계획) |
| 8    | VVER-1200              | 1171      | 1265      | 3212      | 2022-02-25 |                                              |            |             | 2027 (계획) |

## 역사
톈완 원자로의 기원은 1992년 러시아와 중국 간의 핵 협력 협정이다. 규제 당국은 1997년 초기 설계를 승인했고, 1999년 1호기, 1년 뒤 2호기 건설이 시작되었다. 당시에는 해당 설계 중 가장 큰 원자로 프로젝트였으며, 초기 건설은 느리게 진행되었다. 증기 파이프의 부식으로 완공이 지연되었지만, 1호기는 2005년 임계에 도달했고, 1호기와 2호기 모두 2007년에 상업 운전을 시작했다. 러시아는 톈완 원자로에 초기 연료를 공급했지만, 중국은 러시아 제조업체 TVEL로부터 기술이전을 받아 2010년에 톈완 발전소용 국내 연료 제조를 시작할 계획이었다.
1년 전(2009년) 장쑤 원자력 발전소 공사는 3호기와 4호기에 대해 아톰스트로이엑스포트 (ASE)와 계약을 체결했지만, 2011년 후쿠시마 원자력 사고로 인해 3호기 건설 시작이 2012년 말까지 지연되었다. 4호기 건설은 약 1년 후에 시작되었고, 개발 속도는 매우 빨라졌다. 2015년과 2016년에 중국 핵공업집단 (CNNC)은 각각 5호기와 6호기 건설을 시작했다. 2017년 3호기는 임계에 도달했고, 3호기와 4호기 모두 2018년에 상업 운전을 시작했다.
3호기와 4호기는 처음에 ASE 소유로 남아 있었지만, 2019년 3월 CNNC는 7호기와 8호기에 대해 ASE와 계약을 체결했다. 다음 해 1월, ASE는 3호기와 4호기의 통제권을 장쑤 원자력 발전소 공사에 이전했다.
2020년 후반, 5호기는 임계에 도달한 후 상업 운전을 시작했다. 7호기 건설은 2021년 5월에 시작되었고, 6호기는 2021년 6월에 상업 운전을 시작했다. 8호기는 2022년에 건설을 시작했으며, 7호기와 8호기의 상업 운전은 2027년까지 시작될 것으로 예상된다.

## 발전소 소유권
발전소는 장쑤 원자력 발전소 공사(JNPC)가 소유하고 있으며, 중국 원자력 발전(50%), 상하이 허시 전력 투자(30%), 장쑤 궈신 그룹(20%) 간의 합작투자 회사이다.

## 비용
초기 VVER-1000/428 2개 호기를 포함하는 프로젝트 1단계의 예상 비용은 처음에는 25억 달러였으나, 최종적으로 32억 달러를 초과했다. 이에 비해 다음 VVER-1000/428M 2개 호기를 포함하는 2단계의 예상 비용은 60억 달러였다.
1호기부터 4호기까지의 원자로는 로사톰 제품이지만, 아톰스트로이엑스포트가 전체 호기를 설계했다.

## 같이 보기
- 중국의 원자로 목록#중국
- 중국의 원자력 발전